# Sega Ages
Sega Ages is een serie van computerspellen die zijn uitgegeven door Sega. De serie bestaat uit ports, remakes en compilaties van Sega's arcade- en consolespellen, specifiek die van de Mega Drive en Master System.

## Beschrijving
De serie verscheen voor het eerst voor de Sega Saturn in 1996. Het kwam ook uit voor de PlayStation 2 onder de titel Sega Ages 2500 en verscheen eveneens voor de Xbox 360 en PlayStation 3 als Sega Ages Online. Ten slotte is de serie vanaf 2018 uitgekomen voor de Nintendo Switch als Sega Ages.

## Titels

### Sega Ages (Saturn)
De eerste editie van de Sega Ages-serie verscheen van 1996 tot 1998 voor de Saturn in Japan. Hoewel het merendeel van de speltitels exclusief Japanse titels zijn, verschenen er ook drie titels in een Europese uitgave.
| Titel                                          | Datum             |
| ---------------------------------------------- | ----------------- |
| Vol. 1 Syukudai ga Tant-R                      | 12 mei 1996       |
| Vol. 2 Space Harrier                           | 6 augustus 1996   |
| Vol. 3 Out Run                                 | 20 september 1996 |
| Vol. 4 After Burner II                         | 27 september 1996 |
| Vol. 5 Rouka ni Ichidant-R                     | 27 december 1996  |
| Vol. 6 Fantasy Zone                            | 21 februari 1997  |
| Vol. 7 Memorial Selection Vol. 1               | 27 februari 1997  |
| Vol. 8 Columns Arcade Collection               | 30 oktober 1997   |
| Vol. 9 Memorial Selection Vol. 2               | 27 november 1997  |
| Vol. 10 Power Drift                            | 26 februari 1998  |
| Vol. 11 Phantasy Star Collection               | 2 april 1998      |
| Vol. 12 Galaxy Force II                        | 20 juli 1998      |
| Vol. 13 I Love Mickey Mouse/I Love Donald Duck | 15 oktober 1998   |

### Sega Ages 2500
De tweede serie werd uitgebracht voor de PlayStation 2 in 2003 en eindigde in 2008. De titel "Sega Ages 2500" verwijst naar de prijs van 2500 yen die het spel had. Men wilde met deze serie oudere Sega-spellen opnieuw uitbrengen met 3D-computergraphics, verbeterd geluid en gameplay.
Door verwikkelingen met Sony mocht Sega de spellen niet buiten Japan uitbrengen. In plaats hiervan werden negen spellen in de serie samengevoegd in de Sega Classics Collection compilatieserie, die in 2005 in de VS en in 2006 in Europa verscheen.
| Titel                                                  | Datum             |
| ------------------------------------------------------ | ----------------- |
| Vol. 1: Phantasy Star Generation: 1                    | 28 augustus 2003  |
| Vol. 2: Monaco GP                                      | 28 augustus 2003  |
| Vol. 3: Fantasy Zone                                   | 28 augustus 2003  |
| Vol. 4: Space Harrier                                  | 25 september 2003 |
| Vol. 5: Golden Axe                                     | 25 september 2003 |
| Vol. 6: Ichini no Tant-R to Bonanza Bros.              | 28 augustus 2003  |
| Vol. 7: Columns                                        | 25 januari 2004   |
| Vol. 8: Virtual Racing FlatOut                         | 26 februari 2004  |
| Vol. 9: Gain Ground                                    | 26 februari 2004  |
| Vol. 10: After Burner II                               | 25 maart 2004     |
| Vol. 11: Hokuto no Ken                                 | 25 maart 2004     |
| Vol. 12: Puyo Puyo Tsuu Perfect Set                    | 24 mei 2004       |
| Vol. 13: Out Run                                       | 27 mei 2004       |
| Vol. 14: Alien Syndrome                                | 9 juli 2004       |
| Vol. 15: Decathlete Collection                         | 9 juli 2004       |
| Vol. 16: Virtua Fighter 2                              | 14 oktober 2004   |
| Vol. 17: Phantasy Star Generation: 2                   | 24 maart 2005     |
| Vol. 18: Dragon Force                                  | 18 augustus 2005  |
| Vol. 19: Fighting Vipers                               | 28 augustus 2005  |
| Vol. 20: Space Harrier Complete Collection             | 27 oktober 2005   |
| Vol. 21: SDI & Quartet: Sega System 16 Collection      | 27 oktober 2005   |
| Vol. 22: Advanced Daisenryaku: Deustch Dengeki Sakusen | 23 februari 2006  |
| Vol. 23: Sega Memorial Selection                       | 22 december 2006  |
| Vol. 24: Last Bronx - Tokyo Bangaichi                  | 29 december 2006  |
| Vol. 25: Gunstar Heroes Treasure Box                   | 23 februari 2006  |
| Vol. 26: Dynamite Deka                                 | 27 april 2007     |
| Vol. 27: Panzer Dragoon                                | 27 april 2007     |
| Vol. 28: Tetris Collection                             | 28 juni 2007      |
| Vol. 29: Monster World Complete Collection             | 3 augustus 2007   |
| Vol. 30: Galaxy Force II: Special Extended Edition     | 26 augustus 2007  |
| Vol. 31: Cyber Troopers Virtual On                     | 25 oktober 2007   |
| Vol. 32: Phantasy Star Complete Collection             | 27 maart 2008     |
| Vol. 33: Fantasy Zone Complete Collection              | 11 september 2008 |

### Sega Ages Online
De derde serie verscheen voor de Xbox 360 en PlayStation 3 in 2012 en bevat spellen uit de Sega Vintage Collection-serie, die oorspronkelijk in Noord-Amerika en Europa zijn uitgebracht. Er zijn tien spelbundels uitgebracht.
PlayStation 3
- Alex Kidd in Miracle World
- The Revenge of Shinobi
- Super Hang-On
- Wonder Boy in Monster Land
- Monster World IV

Xbox 360
- Sega Classics Collection
- Monster World Collection
- Golden Axe Collection
- Streets of Rage Collection

### Sega Ages (Switch)
De vierde serie wordt voor de Switch uitgebracht, en is beschikbaar via de Nintendo eShop. De eerste speltitel verscheen in augustus 2018. Sega maakte bekend dat ook spellen van de Saturn en Dreamcast beschikbaar zullen komen.
| Titel                       | Datum             |
| --------------------------- | ----------------- |
| Sonic the Hedgehog          | 20 september 2018 |
| Thunder Force IV            | 20 september 2018 |
| Phantasy Star               | 31 oktober 2018   |
| Out Run                     | 29 november 2018  |
| Gain Ground                 | 27 december 2018  |
| Alex Kidd in Miracle World  | 21 februari 2019  |
| Puyo Puyo                   | 28 maart 2019     |
| Virtua Racing               | 25 april 2019     |
| Wonder Boy in Monster Land  | 30 mei 2019       |
| Space Harrier               | 27 juni 2019      |
| Columns II                  | 8 augustus 2019   |
| Puzzle & Action: Ichidant-R | 26 september 2019 |
| Shinobi                     | 31 oktober 2019   |
| Fantasy Zone                | 28 november 2019  |
| Puyo Puyo 2                 | 16 januari 2020   |
| Sonic the Hedgehog 2        | 13 februari 2020  |
| G-LOC: Air Battle           | 26 maart 2020     |

## Ontvangst
Het eerste deel van de Sega Ages-serie werd een bestseller in het Verenigd Koninkrijk. Het Amerikaanse tijdschrift GamePro was minder positief over de eerste drie spellen in de serie. Electronic Gaming Monthly prees de spellen in een recensie, maar gaf aan dat speltitels ontbraken en historische informatie ontbrak. Sega Saturn Magazine gaf het een score van 91% en prees de kwaliteit van de conversies, maar gaf kritiek op de overbodigheid van twee spellen.

## Trivia
- De naam "Sega Ages" is een palindroom, dat wil zeggen dat de titel ook achterstevoren kan worden gelezen.